# Sukapada (Pagerageung)
Sukapada is een bestuurslaag in het regentschap Tasikmalaya van de provincie West-Java, Indonesië. Sukapada telt 6184 inwoners (volkstelling 2010).